# Egervár
Egervár is een plaats (község) en gemeente in het Hongaarse comitaat Zala. Egervár telt 1063 inwoners (2001).

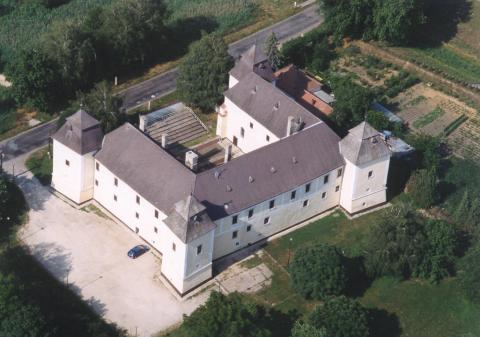
Monumentaal pand in Egervár